# Brigitte Kausch-Kuhlbrodt

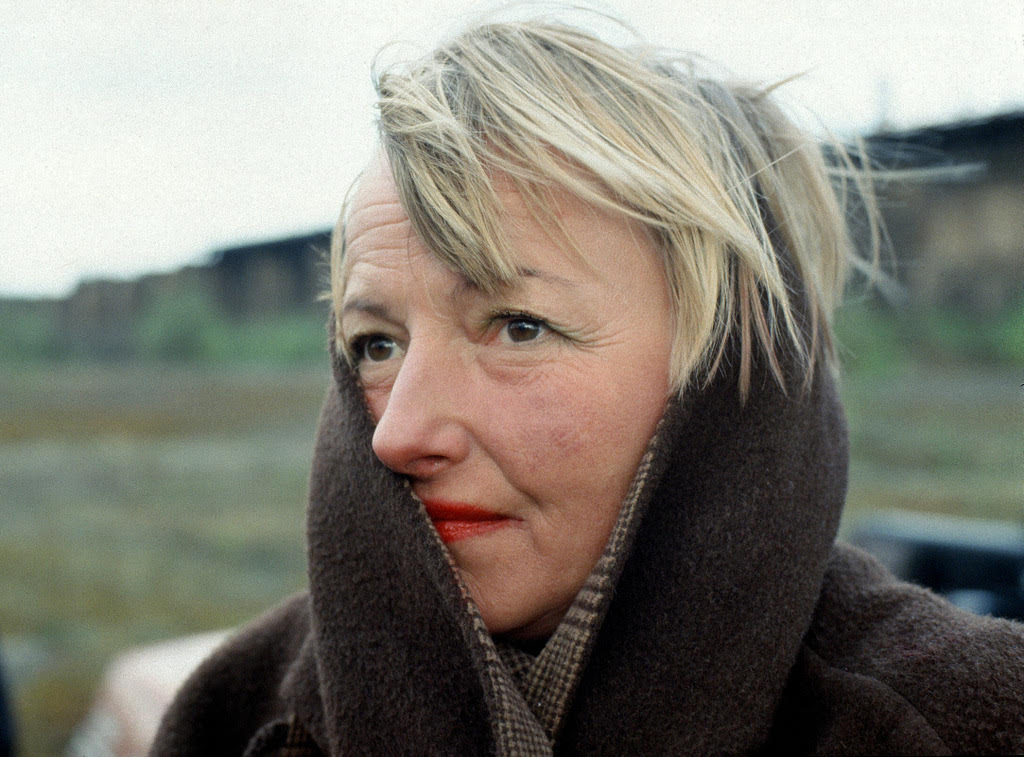
Brigitte Kausch-Kuhlbrodt

Brigitte Kausch, später Brigitte Kausch-Kuhlbrodt, (* 10. Januar 1939 in Insterburg, Ostpreußen; † 14. Februar 2013 in Hamburg) war eine deutsche Regisseurin, Schauspielerin und Künstlerin.

## Leben
Brigitte Kausch kam kurz vor Ausbruch des Zweiten Weltkriegs als drittes Kind eines Berufssoldaten der Reiterstaffel und einer Hausfrau in Insterburg zur Welt.
Die Familie flüchtete 1944 mit einem der letzten Eisenbahnzüge vor der heranrückenden Roten Armee nach Göttingen, wo sie zunächst bei Verwandten unterkam. Durch die Ostzone gelangten sie über verschiedene kurzzeitige Stationen an der Ostsee 1945 nach Hamburg, um am Ende abermals bei Familienangehörigen in Düren unweit der niederländischen Grenze ein neues Zuhause zu finden.
Nach ihrer Schulzeit in der Kleinstadt zog es sie oft ins nahe gelegene Düsseldorf, wo sie 1961 zum ersten Mal Joseph Beuys begegnete, der gerade seine Professur an der Kunstakademie antrat und ebendort zusammen mit anderen Künstlern lebte. Seine Vorliebe für markante Herrenhüte verdankte Beuys Brigitte Kauschs extravagantem Kleidungsstil.
Auf einer Studienreise nach Malta lernte sie ihren späteren Ehemann, den Filmkritiker, angehenden Oberstaatsanwalt und Schauspieler Dietrich Kuhlbrodt kennen. Der Verlobung auf der griechischen Insel Lesbos folgte 1967 die Hochzeit in Aachen.
Nach einiger Zeit in der Werbebranche übersiedelte sie mit ihrem Mann nach Stuttgart bzw. Ludwigsburg, wo sie enge Kontakte zu dem Maler Roland Wesner pflegten.
Ab 1968 lebten sie zusammen in Hamburg. Dort trafen sie in der Hamburger Filmemacher Cooperative unter anderem auf Klaus Wildenhahn, Hellmuth Costard, Bernd Upnmoor, Wener Grassmann, Werner Nekes, Dore O., Brigitte Skay oder auch Wim Wenders.

## Werk
In den Jahren 1969 und 1972 kamen ihre beiden Söhne zur Welt. Wenig später drehte sie als Regisseurin die beiden Kurz-Experimentalfilme Macheteco und Zafer. Diese – wie auch ihre Aquarelle, Zeichnungen oder Mixed-Media-Kunstwerke – waren stets beeinflusst von der Szene um das Hamburger Marktstraßenviertel (heute Karoviertel) und der Punk-/Post-Punk-Ära der späten 1970er Jahre. Die BKK-S8-Filme liefen auf der damals neu gegründeten S8-Sektion der Berlinale und halfen somit der Szene um Künstlern wie den Produzenten und Super-8-Filmer Klaus Maeck oder Hilka Nordhausen in der Bundesrepublik bekannt und stilprägend zu werden.
Anfang der 1980er Jahre lernte das Paar Filmemacher und Künstler Christoph Schlingensief kennen, der in den beiden elterliche Freunde fand und sie für Auftritte in seinen Filmen und Theaterstücken überreden konnte.
Zu ihren bekanntesten Rollen zählen die Darbietungen als Eva Braun in 100 Jahre Adolf Hitler – Die letzte Stunde im Führerbunker mit Alfred Edel und Udo Kier oder als Brigitte in Das deutsche Kettensägenmassaker, jeweils unter der Regie von Christoph Schlingensief.
Ferner war sie auch an verschiedenen Theaterhäusern wie der Berliner Volksbühne, dem Burgtheater in Wien oder im Performance-Stück Attabambi-Pornoland in Zürich auf der Bühne zu sehen.
Brigitte Kausch fiel nicht nur durch ihre Mode auf, sondern auch durch ihr frühes soziales Engagement. So beherbergte sie z. B. in ihrem Keller über längere Zeiträume einen afrikanischen Flüchtling, dessen Aufenthaltsgenehmigung nicht verlängert werden sollte.
In ihren letzten Lebensjahren arbeitete sie hauptsächlich als Malerin und blieb in stetem Austausch mit Künstlern aus dem Umfeld der HfBK Hamburg.
Brigitte Kausch verstarb am 14. Februar 2013 in Hamburg.

## Filmografie
- 1976: Zafer (Regie)
- 1976: Macheteco (Regie)
- 1987/1988: Mutters Maske (Darstellerin)
- 1988/1989: 100 Jahre Adolf Hitler – Die letzte Stunde im Führerbunker (Darstellerin)
- 1990: Das deutsche Kettensägenmassaker (Darstellerin)
- 1992: Tod eines Weltstars. Portrait Udo Kier (Mitwirkende)
- 1992: Terror 2000 – Intensivstation Deutschland (Darstellerin)
- 1995: Schmetterling im Dunkeln (Mitwirkung)
- 1996: United Trash (Darstellerin)
- 1997: Die 120 Tage von Bottrop (Darstellerin)

## Ausstellungen
- 1980–1990 Diverse Einzelausstellungen in Hamburg
- 2014 Vorwerkstift und Hinterconti (Doppelausstellung, posthum)